# حکم (پاپ)
حکم (انگلیسی: Decretal) نامه‌های یک پاپ است که تصمیماتی را در قانون کلیسایی کلیسای کاتولیک تنظیم می‌کند.